# Belinda Stowell
Belinda Stowell (Salisbury, 28 maggio 1971) è un'ex velista australiana.

## Palmarès

### Olimpiadi
- 1 medaglia:
  - 1 oro (Sydney 2000 nella classe 470)